# シャーロック・ホームズの事件簿
『シャーロック・ホームズの事件簿』（シャーロック・ホームズのじけんぼ、The Case-Book of Sherlock Holmes）は、イギリスの小説家、アーサー・コナン・ドイルによる短編集。シャーロック・ホームズシリーズの一つで、五つの短編集のうち最後に発行された作品である。1927年の発行で、イギリスの『ストランド・マガジン』1921年10月号から1927年4月号にかけて発表された12の短編を収録している。
イギリスでの初版はジョン・マレイ社から1927年6月16日に、アメリカでの初版はジョージ・H・ドーラン社から同日に出版された。短編の配列は発表順と異なり、「高名な依頼人」「白面の兵士」「マザリンの宝石」「三破風館」「サセックスの吸血鬼」「三人ガリデブ」「ソア橋」「這う男」「ライオンのたてがみ」「覆面の下宿人」「ショスコム荘」「隠居絵具師」の順番となっていた。
短編集の冒頭にはドイルによる前書きがある。内容は、人気のピークを過ぎた歌手が引き際を誤ったために、いつまでも引退できない例とホームズシリーズとを重ねた危惧を述べ、シリーズ執筆の経緯を解説し、読者に対しこれでホームズとはお別れであると記して終わる。これは『ストランド・マガジン』1927年3月号に掲載されたもので、元はドイルの短編自選12作品を読者が当てる企画「シャーロック・ホームズ・コンペティション」のために書かれたものだった。そのため、短編集に収録される際、コンペティションに関する記述の削除などが行なわれている。

## 収録作品
日本語版では訳者により様々な訳題が使用されている。括弧内は『ストランド・マガジン』掲載号。
- The Adventure of the Mazarin Stone - マザリンの宝石 （1921年10月号）
- The Problem of Thor Bridge - ソア橋 （1922年2・3月号）
- The Adventure of the Creeping Man - 這う男 （1923年3月号）
- The Adventure of the Sussex Vampire - サセックスの吸血鬼 （1924年1月号）
- The Adventure of the Three Garridebs - 三人ガリデブ （1925年1月号）
- The Adventure of the Illustrious Client - 高名な依頼人 （1925年2・3月号）
- The Adventure of the Three Gables - 三破風館 （1926年10月号）
- The Adventure of the Blanched Soldier - 白面の兵士 （1926年11月号）
- The Adventure of the Lion's Mane - ライオンのたてがみ （1926年12月号）
- The Adventure of the Retired Colourman - 隠居絵具師 （1927年1月号）
- The Adventure of the Veiled Lodger - 覆面の下宿人 （1927年2月号）
- The Adventure of Shoscombe Old Place - ショスコム荘 （1927年4月号）